# Labarthe (Tarn-et-Garonne)
Labarthe is een gemeente in het Franse departement Tarn-et-Garonne (regio Occitanie). Labarthe telde op 1 januari 2022 390 inwoners. De plaats maakt deel uit van het arrondissement Montauban.

## Geografie
De oppervlakte van Labarthe bedraagt 22,8 km², de bevolkingsdichtheid is 14,9 inwoners per km².
De onderstaande kaart toont de ligging van Labarthe (Tarn-et-Garonne) met de belangrijkste infrastructuur en aangrenzende gemeenten.

## Demografie
Onderstaande figuur toont het verloop van het inwonertal (bron: INSEE-tellingen).

## Geboren
- Antonin Perbosc (1861-1944), bibliothecaris en taalkundige